# Henry Campbell-Bannerman
Henry Campbell-Bannerman   (Glasgow, 7 de setembre de 1836 - Downing Street, 22 d'abril de 1908) va ser un polític britànic del Partit Liberal que va servir com primer ministre del Regne Unit entre 1905-1908 i líder del Partit Liberal entre 1899-1908. També va exercir com a secretari d'Estat de guerra dues vegades, als gabinets de William Ewart Gladstone i Rosebery. Va ser el primer Lord del Tresor que es va denominar oficialment com a «primer ministre», el terme només ve a ser d'ús oficial cinc dies després que va assumir el càrrec.

## Biografia
Sir Henry Campbell-Bannerman va néixer el 7 de setembre de 1836 a Kelvinside House a Glasgow com a Henry Campbell, el segon fill i el petit dels sis fills nascuts de Sir James Campbell de Stracathro (1790–1876) i la seva dona Janet Bannerman (1799–1873). James Campbell havia començat a treballar de jove en el comerç de roba a Glasgow, abans que el 1817 s'associés amb el seu germà, William Campbell, per fundar J.& W. Campbell & Co, un negoci d'emmagatzematge, venda a l'engròs i al detall de cortines. El 1831 James Campbell va ser elegit membre del Consell Municipal de Glasgow i a les eleccions generals de 1837 i 1841 es va presentar com a candidat conservador per a la circumscripció de Glasgow. Va servir com a Lord Provost de Glasgow des de 1840 fins a 1843.
Campbell-Bannerman es va educar a l'Escola Secundària de Glasgow (1845–1847), a la Universitat de Glasgow (1851–1853) i al Trinity College, Cambridge (1854–1858), on va obtenir un grau de tercera classe en el Tripos clàssic. Després de graduar-se, es va incorporar a l'empresa familiar de J. & W. Campbell & Co., amb seu al carrer Ingram de Glasgow, i va ser nomenat soci de l'empresa el 1860. També va ser encarregat com a tinent al 53è Cos de Voluntaris de Rifle de Lanarkshire., que va ser reclutat entre empleats de la firma, i el 1867 va ser ascendit a capità.
El 1871, Henry Campbell es va convertir en Henry Campbell-Bannerman, l'addició del cognom Bannerman era un requisit del testament del seu oncle, Henry Bannerman, de qui aquell any havia heretat la finca de Hunton Lodge (ara Hunton Court) a Hunton, Kent. No li va agradar el "nom llarg horrible" que va resultar i va convidar els amics a dir-li "C.B." en canvi.
Henry Campbell-Bannerman tenia un germà gran, James Alexander Campbell, que el 1876 va heretar la finca Stracathro de 4000 acres del seu pare. Va exercir com a diputat conservador del Parlament de les Universitats de Glasgow i Aberdeen des de 1880 fins a 1906.